# Квитокское муниципальное образование
Квитокское муниципальное образование — муниципальное образование со статусом городского поселения в 
Тайшетском районе Иркутской области России. Административный центр — поселок Квиток.

## Демография
По результатам Всероссийской переписи населения 2010 года 
численность населения муниципального образования составила 3592 человек, в том числе 1694  мужчин и 1898 женщин.

## Населенные пункты
В состав муниципального образования входят населенные пункты
- Квиток
- Невельская
- Топорок
- Короленко
- Малиновка
- Нижняя Гоголевка
- Шевченко[2]